# All Japan Pro Wrestling (série de jeux vidéo)
Cet article concerne la série de jeux vidéo de Sega. Pour la fédération de catch, voir All Japan Pro Wrestling. Pour les articles homonymes, voir All Japan Pro Wrestling (homonymie).
All Japan Pro Wrestling (全日本プロレス, Zen Nihon Puroresu, également appelée Zen Nihon Pro Wres) est une série de jeux vidéo de combat de type puroresu issue de la franchise du même nom et créée par Sega.

## Développement
La série All Japan Pro Wrestling a été lancée pour célébrer les vingt-cinq ans de la fédération de catch professionnel japonaise All Japan Pro Wrestling.
Le premier jeu, All Japan Pro Wrestling featuring Virtua, est sorti au Japon le 23 octobre 1997 sur Sega Saturn, puis a été porté sur le système d'arcade Sega Titan Video.
Les deux jeux suivants, Giant Gram: All Japan Pro Wrestling 2 et Giant Gram 2000: All Japan Pro Wrestling 3, sont sortis au Japon sur le système d'arcade Naomi et sur Dreamcast, respectivement en 1999 et en 2000.

## Liste de jeux
- 1997 - All Japan Pro Wrestling featuring Virtua (Sega Saturn, ST-V)
- 1999 - Giant Gram: All Japan Pro Wrestling 2 (Naomi, Dreamcast)
- 2000 - Giant Gram 2000: All Japan Pro Wrestling 3 (Naomi, Dreamcast)